# Bogotà Challenger 1996
Il Bogotà Challenger 1996 è stato un torneo di tennis facente parte della categoria ATP Challenger Series nell'ambito dell'ATP Challenger Series 1996. Il torneo si è giocato a Bogotà in Colombia dal 17 al 23 giugno 1996 su campi in terra rossa.

## Vincitori

### Singolare
Roberto Jabali ha battuto in finale  Juan Antonio Pino Pérez con il punteggio di 6–7, 6–4, 6–1

### Doppio
Brett Hansen-Dent /  T. J. Middleton hanno battuto in finale  Leonardo Lavalle /  Óscar Ortiz con il punteggio di 6–4, 6–3